# Gavriil Musicescu
Gavriil Musicescu (ur. 20 marca?/1 kwietnia 1847 w Izmaile, zm. 8 grudnia?/21 grudnia 1903 w Jassach) – rumuński kompozytor, dyrygent i pedagog muzyczny.

## Życiorys
W latach 1860–1864 uczył się muzyki w seminarium teologicznym w Huși, następnie kształcił się w konserwatoriach w Jassach i Petersburgu. Od 1865 roku działał jako chórmistrz w Izmaile. W 1872 roku został dyrygentem chóru katedralnego oraz wykładowcą konserwatorium w Jassach, od 1901 roku pełnił funkcję jego dyrektora. Zajmował się zbieraniem rumuńskiego folkloru muzycznego i zabytków dawnej muzyki religijnej, które następnie wprowadzał do repertuaru koncertów i programów nauczania szkolnego. W swojej twórczości kompozytorskiej wykorzystywał melodie i skale ludowe. Komponował chóralne utwory religijne, opracowywał też aranżacje ludowych pieśni.
Jego nazwiskiem nazwano akademię muzyczną w Kiszyniowie.